# Villemareuil
Villemareuil és un municipi francès, situat al departament de Sena i Marne i a la regió de Illa de França. L'any 2007 tenia 377 habitants.
Forma part del cantó de Serris, del districte de Meaux i de la Comunitat de comunes Pays Créçois.

## Demografia

### Població
El 2007 la població de fet de Villemareuil era de 377 persones. Hi havia 124 famílies, de les quals 19 eren unipersonals (19 dones vivint soles i 19 dones vivint soles), 35 parelles sense fills, 62 parelles amb fills i 8 famílies monoparentals amb fills.
La població ha evolucionat segons el següent gràfic:
Habitants censats

### Habitatges
El 2007 hi havia 132 habitatges, 129 eren l'habitatge principal de la família i 3 estaven desocupats. 131 eren cases i 1 era un apartament. Dels 129 habitatges principals, 111 estaven ocupats pels seus propietaris, 14 estaven llogats i ocupats pels llogaters i 3 estaven cedits a títol gratuït; 1 tenia dues cambres, 13 en tenien tres, 29 en tenien quatre i 86 en tenien cinc o més. 105 habitatges disposaven pel capbaix d'una plaça de pàrquing. A 43 habitatges hi havia un automòbil i a 83 n'hi havia dos o més.

### Piràmide de població
La piràmide de població per edats i sexe el 2009 era:
| Homes | Edats   | Dones |
| ----- | ------- | ----- |
| 0     | 95 o +  | 4     |
| 4     | 90 a 94 | 4     |
| 0     | 85 a 89 | 0     |
| 0     | 80 a 84 | 0     |
| 0     | 75 a 79 | 4     |
| 0     | 70 a 74 | 0     |
| 8     | 65 a 69 | 0     |
| 4     | 60 a 64 | 20    |
| 0     | 55 a 59 | 0     |
| 28    | 50 a 54 | 4     |
| 16    | 45 a 49 | 12    |
| 12    | 40 a 44 | 28    |
| 28    | 35 a 39 | 16    |
| 0     | 30 a 34 | 24    |
| 0     | 25 a 29 | 8     |
| 12    | 20 a 24 | 12    |
| 16    | 15 a 19 | 12    |
| 16    | 10 a 14 | 12    |
| 12    | 5 a 9   | 24    |
| 20    | 0 a 4   | 4     |

## Economia
El 2007 la població en edat de treballar era de 259 persones, 201 eren actives i 58 eren inactives. De les 201 persones actives 191 estaven ocupades (100 homes i 91 dones) i 10 estaven aturades (5 homes i 5 dones). De les 58 persones inactives 22 estaven jubilades, 23 estaven estudiant i 13 estaven classificades com a «altres inactius».

### Ingressos
El 2009 a Villemareuil hi havia 129 unitats fiscals que integraven 396,5 persones, la mediana anual d'ingressos fiscals per persona era de 22.856 €.

### Activitats econòmiques
Dels 6 establiments que hi havia el 2007, 3 eren d'empreses de construcció, 1 d'una empresa de transport i 2 d'empreses de serveis.
L'únic servei als particulars que hi havia el 2009 era una lampisteria.
L'any 2000 a Villemareuil hi havia 8 explotacions agrícoles que ocupaven un total de 470 hectàrees.

## Equipaments sanitaris i escolars
El 2009 hi havia una escola elemental integrada dins d'un grup escolar amb les comunes properes formant una escola dispersa.

## Poblacions més properes
El següent diagrama mostra les poblacions més properes.